# غيلبيرت كاري
غيلبيرت كاري (بالفرنسية: Gilbert Carrié)‏ (18 مايو 1952 في بورغ أتشارد) لاعب كرة قدم فرنسي معتزل كان يجيد اللعب في خط الوسط .

## وصلات خارجية
- غيلبيرت كاري على موقع قاعدة بيانات كرة القدم.إي يو (الإنجليزية)